# Пертшир
Пертшир (англ. Perthshire), официально графство Перт (англ. County of Perth, скотс Coontie o Perth, гэльск. Siorrachd Pheairt) — «регистрационный округ» в центральной Шотландии. 

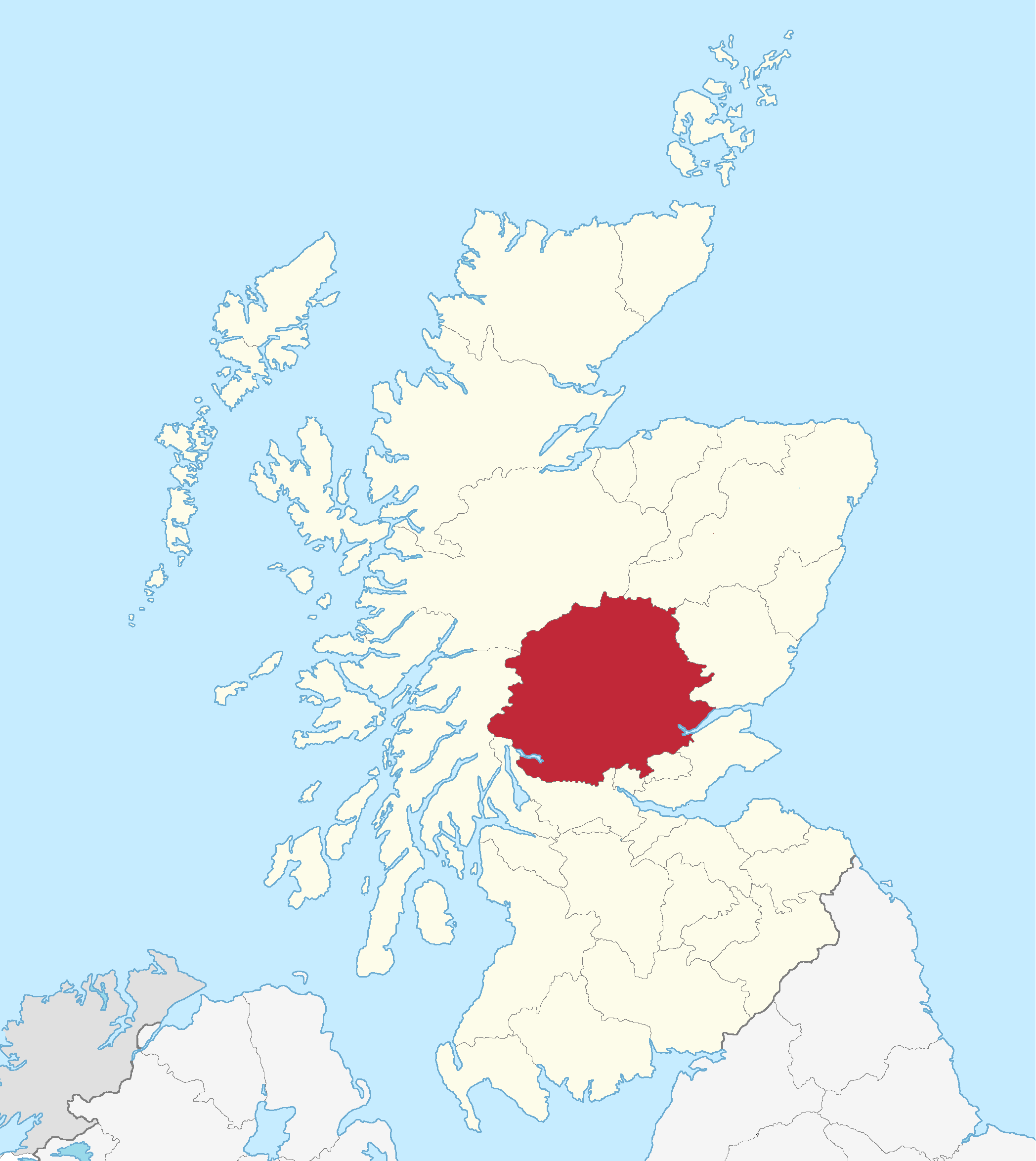
Традиционные границы Пертшира

Существовало официально в качестве графства в период с 1890 года по 1930 год, административным центром был город Перт. В период 1890 — 1975 гг. в Пертшире существовал совет графства. 
С 1930 года графство было объединено с соседним графством Кинроссшир с образованием общей администрации. Окончательно графство упразднено в 1975 году на основании Закона Шотландии о местном управлении 1973 года, его территория разделена между Центральным регионом и Тэйсайдом. Тем не менее, в целях регистрации прав земельной собственности Пертшир всё ещё существует как «регистрационный округ» территорией 5300 км².
Округ Пертшир известен тем, что там выращивается самый северный в мире чай.